# Яношик, Ян
Ян Яношик (чеш. Jan Jánošík; 26 июня 1865, близ Про́сниц, Моравия, Австрийская империя — 8 мая 1927, Прага, Чехословакия) — чешский врач, гистолог и эмбриолог, педагог, профессор анатомии, гистологии и эмбриологии, ректор Пражского университета. Доктор медицины.

## Биография
Окончил Славянскую гимназию в Оломоуце в 1877 году.
Изучал медицину в университете Праги, затем в Страсбурге. Затем работал на зоологических станциях в Триесте и Неаполе.
С 1884 года в качестве приват-доцента читал лекции по гистологии и эмбриологии в чешском университете Праги. С 1894 по 1926 год — ординарный профессор и директором Академического гистолого-эмбриологического института Карлова университета, который он основал. В 1895 году — директор института нормальной анатомии.
Был деканом медицинского факультета, а в июне 1910 года избран ректором Карлова университета в Праге.
Умер в Праге и похоронен на Ольшанском кладбище.

## Научная деятельность
Научные труды Я. Яношика касаются гистологии, анатомии и эмбриологии преимущественно человека. Автор термина Аллантоис. Кроме этого он издал первые в Чехии учебники гистологии и микроскопической анатомии (Прага, 1892) и анатомию человека (там же, 1901) на родном языке и атлас по анатомии человека. Труды Я. Яношика были переведены на английский, русский, итальянский, немецкий и французский языки.
Деятельность Я. Яношика была высоко оценена за рубежом, в 1890 году он был избран экстраординарным, а 1902 г. — действительным членом Чешской академии императора Франца Иосифа наук, словесности и искусств.

## Избранные публикации
- «Bemerkungen über die Entwicklung der Nebeniere» («Arch. f. micr. Anat.», 1883);
- «Histologisch-embryologische Untersuchungen über das Urogenitalsystem» («Sitz.-ber. K. Akd. Wien», 1885);
- «Zur Histologie des Ovarium» (там же, 1887);
- «Die Milz und das Pancreas» («Bull. internat. Ac. bot.», 1893);
- «Le développement des globules sanguins chez les amniotes» (там же, 1902);
- «Ueber die Blutcirculation in der Milz» («Arch. f. micr. Anat.», т. 62).